# Marie Darrieussecq

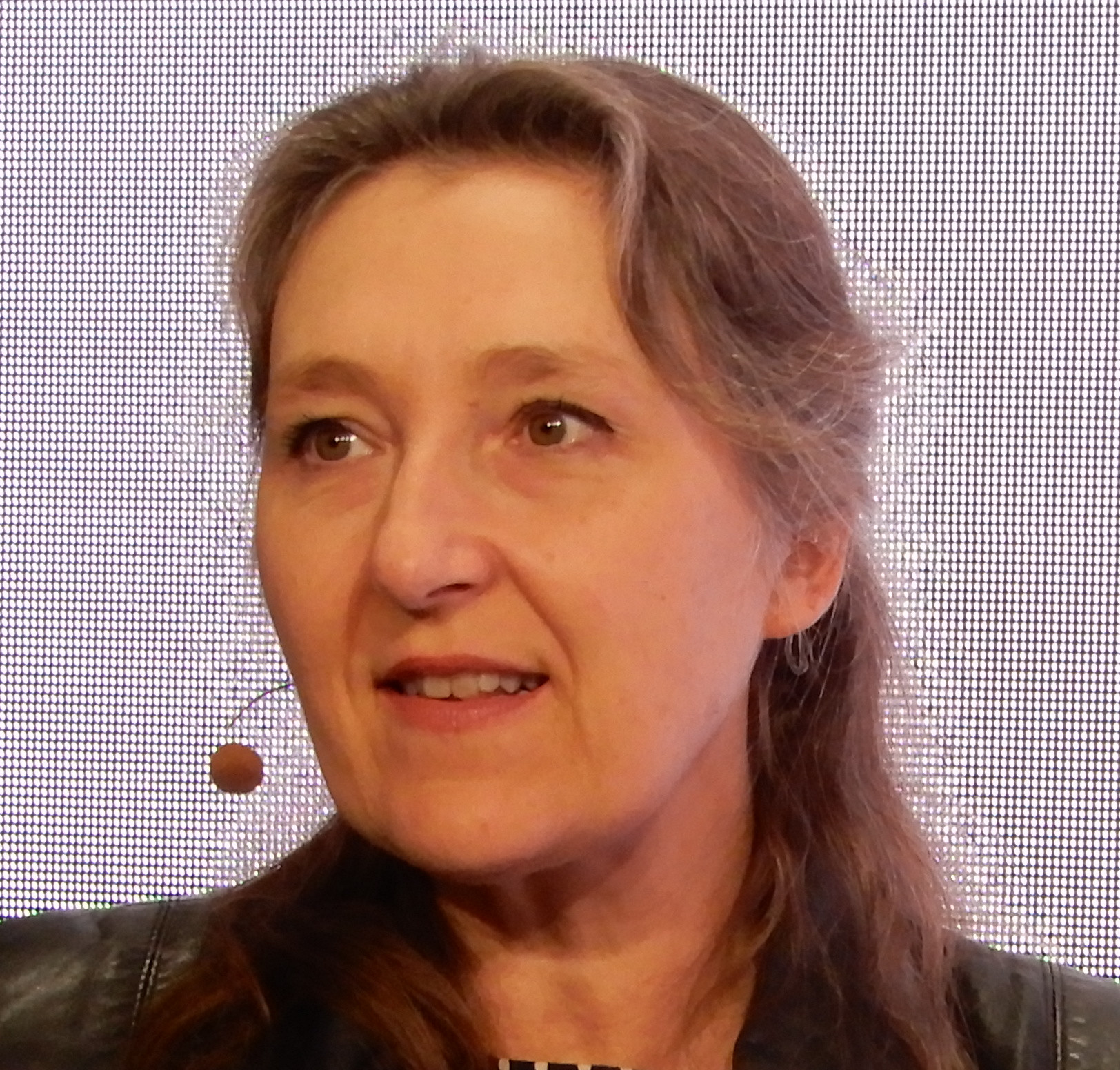
Marie Darrieussecq på Bokmässan 2022.

Marie Darrieussecq, född 3 januari 1969 i Bayonne i Frankrike, är en fransk författare, litteraturvetare och psykoanalytiker.
Marie Darrieussecq utbildade sig till universitetslärare vid École Normale Supérieure i Paris. Därefter studerade hon fransk litteraturhistoria på Sorbonne Nouvelle (Université de Paris III) och på Jussieu (Université de Paris VII) och disputerade 1997 på en avhandling om autofiktion hos Georges Perec, Michel Leiris, Serge Doubrovsky och Hervé Guibert. Hon undervisade i litteraturhistoria i Université de Lille 1994–1997 men avgick sen för att ägna sig åt författarskap.
Hon debuterade 1996 med romanen Suggestioner som blev en stor succé: den översattes till mer än trettio språk. År 2013 belönades hon med Médicispriset för sin tionde roman Man måste älska männen mycket.
Hon är gift och har tre barn i sitt andra äktenskap.

## Författarskap
I flertalet av författarens verk finns ett inslag av magi och övernaturliga fenomen varvade med realism, en genre som fick sitt genombrott med Gabriel García Márquez Hundra år av ensamhet. Berättartekniken med en inre monolog alternativt namnlösa berättare har jämförts med Virginia Woolfs och James Joyce>s men även med  Nathalie Sarraute och Alain Robbe-Grillet som representanter för "den nya franska romanen".Hon ser sig själv som feminist och har tagit politisk ställning genom att ge stöd till den kvinnliga presidentkandidaten Ségolène Royal.
Debutromanen Truismes (Suggestioner) handlar om en ung kvinna anställd i en parfymbutik men som under trycket av mäns förväntan på sexuella tjänster successivt förvandlas till en gris. Såväl den franska som svenska titeln anspelar på detta. Det är en berättelse som handlar om kroppslig förvandling men enligt författaren även om frigörelse.Den har också uppfattats som en satir över fransk politik. Romanen blev en stor försäljningsframgång och har översatts till en mängd språk.  
I Fantomer skildras hur en kvinna söker sin försvunne make och gradvis förlorar kontakten med verkligheten.Utgivningen ledde till en kontrovers med en författarkollega Marie NDiaye som ansåg att idén var stulen från hennes produktion.
Babyn skildrar i dagboksformat en ung kvinnas upplevelse av den omställning i livet som de första månaderna med ett nyfött barn medför.
I White förläggs handlingen till en forskningsstation vid Sydpolen där enda kvinnan inleder en relation med en man. De har båda traumatiska upplevelser i sitt förflutna och den särpräglade isolerade miljön sätter förhållandet på prov.Det är övernaturliga fenomen, "fantomer" som för berättelsen framåt.
Tom är död skildrar hur en moders sorg över sitt döda barn är en outhärdlig plåga ännu tio år efter den händelse som tog 4-åringens liv.Publiceringen av boken ledde till en anklagelse om plagiat av författarkollegan Camille Laurens, som menade att romanen saknade det självupplevda traumat som hon själv skildrat.
Flickan i Clèves och Man måste älska männen mycket har den unga kvinnan Solange som huvudperson. Hennes uppväxttid i småstaden Clèves präglas av den begynnande puberteten med kroppslig mognad, menstruation och hungern efter sexuell erfarenhet. Som vuxen i Man måste älska männen mycket är hon skådespelare i Hollywood och blir passionerat förälskad i den färgade regissören som håller på att filmatisera  Joseph Conrads Mörkrets hjärta i den afrikanska urskogen vid Kameruns gräns. Hon följer honom och blir den väntande kvinnan som försummar allt för att bibehålla kontakten med mannen.
Härligt är att leva här är en romanbiografi över konstnären Paula Modersohn-Becker. Hon tillhörde den tyska Worpswedekolonin i Bremen i början av 1900-talet och hennes konst fokuserade på kroppar och moderskap.Författaren baserar sin bok på autentiska brev och dagboksanteckningar. Hon var också en av kuratorerna för den första utställningen i Paris av konstnärens verk 2016.
I Avigt hav befinner sig en parisisk yrkeskvinna och hennes två barn på en kryssning i Medelhavet. En flyktingbåt råkar i sjönöd och  de ombordvarande räddas över till kryssningsfartyget. Kontakt etableras mellan en tonårig migrant och kvinnan och den följande tiden blir hon alltmer engagerad i den unge mannens öde.